# Liste der Einträge im National Register of Historic Places im Cherokee County (Oklahoma)
Diese Liste der Einträge im National Register of Historic Places im Cherokee County (Oklahoma) enthält alle im Cherokee County, Oklahoma in das National Register of Historic Places eingetragenen Gebäude, Bauwerke, Objekte, Stätten oder historischen Distrikte.
Diese Liste entspricht dem Bearbeitungsstand des National Park Service/National Register of Historic Places vom 11. Oktober 2024.

## Legende
| NRHP | Historic Place             |
| NHL  | National Historic Landmark |
| HD   | National Historic District |

## Aktuelle Einträge
| [ 2 ] | Name                                | Bild                           | Eintragsdatum                 | Lage | Ort       | Beschreibung |
| ----- | ----------------------------------- | ------------------------------ | ----------------------------- | --- | --------- | ------------ |
| 1     | Alston-Bedwell House                | Alston-Bedwell House           | 8. Sep. 2005 ID-Nr. 05001002  | 315 N. State 35° 55′ 0″ N, 94° 58′ 27,8″ W                                                                           | Tahlequah |              |
| 2     | American Baptist Home Mission House |                                | 3. Sep. 2010 ID-Nr. 10000621  | 530 Summit Street 35° 55′ 10″ N, 94° 58′ 26″ W                                                                       | Tahlequah |              |
| 3     | American Legion Hut                 | American Legion Hut            | 24. Aug. 2006 ID-Nr. 06000798 | Tahlequah City Park, Straßenkreuzung der E. Shawnee St. und N. Brookside Avenue 35° 54′ 47″ N, 94° 58′ 3″ W          | Tahlequah |              |
| 4     | Cherokee Female Seminary            | weitere Bilder                 | 5. Apr. 1973 ID-Nr. 73001558  | am Campus der Northeastern State University 35° 55′ 13″ N, 94° 58′ 12″ W                                             | Tahlequah |              |
| 5     | Cherokee National Capitol           | weitere Bilder                 | 15. Okt. 1966 ID-Nr. 66000627 | östlicher Teilbereich der Muskogee Avenue, zwischen der Keetoowah und Delaware Street 35° 54′ 45″ N, 94° 58′ 14,2″ W | Tahlequah |              |
| 6     | Cherokee National Jail              | weitere Bilder                 | 28. Juni 1974 ID-Nr. 74001656 | Choctaw Street und Water Avenue 35° 54′ 43″ N, 94° 58′ 2″ W                                                          | Tahlequah |              |
| 7     | Cherokee Supreme Court Building     | weitere Bilder                 | 28. Juni 1974 ID-Nr. 74001657 | Keetoowah Street und Water Avenue 35° 54′ 47″ N, 94° 58′ 0″ W                                                        | Tahlequah |              |
| 8     | First Cherokee Female Seminary Site | weitere Bilder                 | 30. Apr. 1974 ID-Nr. 74001658 | 21191 S. Keeler Drive 35° 51′ 59″ N, 94° 57′ 11″ W                                                                   | Park Hill |              |
| 9     | M.E. Franklin House                 | weitere Bilder                 | 5. Sep. 2006 ID-Nr. 06000791  | 415 N. College Avenue 35° 55′ 3″ N, 94° 58′ 13″ W                                                                    | Tahlequah |              |
| 10    | French-Parks House                  | French-Parks House             | 18. März 1985 ID-Nr. 85000618 | 209 W. Keetoowah Street 35° 54′ 45″ N, 94° 58′ 23″ W                                                                 | Tahlequah |              |
| 11    | Illinois Campground                 | Illinois Campground            | 6. Dez. 2004 ID-Nr. 04001330  | County Road DO775 35° 53′ 42″ N, 94° 57′ 38″ W                                                                       | Tahlequah |              |
| 12    | Indian University of Tahlequah      | Indian University of Tahlequah | 6. Juli 1976 ID-Nr. 76001557  | 320 Academy 35° 55′ 5″ N, 94° 58′ 19,9″ W                                                                            | Tahlequah |              |
| 13    | Dr. Irwin D. Loeser Log Cabin       | weitere Bilder                 | 17. Nov. 1978 ID-Nr. 78002221 | 121 E. Smith Street 35° 55′ 5″ N, 94° 58′ 1,9″ W                                                                     | Tahlequah |              |
| 14    | Leonard M. Logan House              |                                | 12. Okt. 2005 ID-Nr. 05001165 | 531 Summit 35° 55′ 8″ N, 94° 58′ 26″ W                                                                               | Tahlequah |              |
| 15    | Murrell Home                        | weitere Bilder                 | 22. Juni 1970 ID-Nr. 70000530 | 19479 East Murrel Road 35° 50′ 57″ N, 94° 57′ 51″ W                                                                  | Park Hill |              |
| 16    | Park Hill Mission Cemetery          | Park Hill Mission Cemetery     | 6. Dez. 2006 ID-Nr. 06001113  | South Park Hill Rd., südlich der East Murrell Road 35° 50′ 58″ N, 94° 57′ 57″ W                                      | Park Hill |              |
| 17    | Rosamund                            | Rosamund                       | 6. Sep. 2006 ID-Nr. 06000793  | 527 Seminary Avenue 35° 55′ 5″ N, 94° 58′ 14″ W                                                                      | Tahlequah |              |
| 18    | Ross Cemetery                       | Ross Cemetery                  | 7. März 2002 ID-Nr. 02000170  | südlich der Straßenkreuzung der Murrell Road und N4530 Road 35° 51′ 3″ N, 94° 56′ 53″ W                              | Park Hill |              |
| 19    | Tahlequah Armory                    | Tahlequah Armory               | 20. Mai 1994 ID-Nr. 94000488  | 100 Water Avenue 35° 54′ 47″ N, 94° 58′ 8″ W                                                                         | Tahlequah |              |
| 20    | Tahlequah Carnegie Library          | Tahlequah Carnegie Library     | 5. Juni 2003 ID-Nr. 03000516  | 120 S. College 35° 54′ 48″ N, 94° 58′ 22″ W                                                                          | Tahlequah |              |
| 21    | Joseph M. Thompson House            | Joseph M. Thompson House       | 11. März 1993 ID-Nr. 93000155 | 300 S. College Avenue 35° 54′ 48″ N, 94° 58′ 33″ W                                                                   | Tahlequah |              |